# 올리비아 스콧 웰치
올리비아 스콧 웰치(Olivia Scott Welch, 1998년 2월 11일 ~ )는 미국의 배우이다.

## 출연 작품

### 영화
- 쉣하우스 (2020) - 제스 역
- 피어 스트리트 파트 1: 1994 (2021) - 샘 프레이저 역
- 피어 스트리트 파트 2: 1978 (2021) - 샘 프레이저 역
- 피어 스트리트 파트 3: 1666 (2021) - 샘 프레이저 / 해나 밀러 역

### 텔레비전
- 모던 패밀리 (2015-16) - 올리브 역
- 에이전트 카터 (2016) - 청소년 애그니스 컬리 역
- 믿을 수 없는 이야기 (2019) - 아멜리아 역
- 패닉 (2021) - 헤더 닐 역